# Área de Conservação da Paisagem das Dunas de Järve
A Área de Conservação da Paisagem das Dunas de Järve é um parque natural situado no Condado de Saare, na Estónia.
A sua área é de 96 hectares.
A área protegida foi designada em 1959 para proteger as Dunas de Järve. Em 2005, a unidade de conservação foi reformulada para área de preservação paisagística.